# Maldive ai Giochi della XXXIII Olimpiade
Le Maldive hanno partecipato ai Giochi della XXXIII Olimpiade, svoltisi a Parigi dal 26 luglio all'11 agosto 2024, con una delegazione di 5 atleti, 2 uomini e 3 donne, in 4 discipline.
I portabandiera alla cerimonia di apertura sono stati Ibadulla Adam e Fathimath Dheema Ali.

## Delegazione
| Sport            | Uomini | Donne | Totale |
| ---------------- | ------ | ----- | ------ |
| Atletica leggera | 1      | 0     | 1      |
| Badminton        | 0      | 1     | 1      |
| Nuoto            | 1      | 1     | 2      |
| Tennistavolo     | 0      | 1     | 1      |
| Totale           | 2      | 3     | 5      |

## Risultati

### Atletica leggera
| Q | Qualificato al turno successivo per la posizione in qualificazione                                                           |
| q | Qualificato per il turno successivo per ripescaggio o, negli eventi su campo, conquistando la misura minima per qualificarsi |

Maschile
Eventi su pista e strada
| Atleta        | Evento      | Preliminari | Preliminari | Batterie        | Batterie        | Semifinale      | Semifinale      | Finale          | Finale          |
| Atleta        | Evento      | Risultato   | Posizione   | Risultato       | Posizione       | Risultato       | Posizione       | Risultato       | Posizione       |
| ------------- | ----------- | ----------- | ----------- | --------------- | --------------- | --------------- | --------------- | --------------- | --------------- |
| Ibadulla Adam | 100 m piani | 10"55       | 5º          | non qualificato | non qualificato | non qualificato | non qualificato | non qualificato | non qualificato |

### Badminton
Femminile
| Atleta                         | Evento  | Fase a gruppi             | Fase a gruppi          | Fase a gruppi | Ottavi di finale     | Quarti di finale     | Semifinale           | Finale Oro / Bronzo  | Finale Oro / Bronzo |
| Atleta                         | Evento  | Avversario Risultato      | Avversario Risultato   | Rank          | Avversario Risultato | Avversario Risultato | Avversario Risultato | Avversario Risultato | Rank                |
| ------------------------------ | ------- | ------------------------- | ---------------------- | ------------- | -------------------- | -------------------- | -------------------- | -------------------- | ------------------- |
| Fathimath Nabaaha Abdul Razzaq | Singolo | P.V. Sindhu (IND) P (0-2) | K. Kuuba (EST) P (0-2) | 3ª            | non qualificata      | non qualificata      | non qualificata      | non qualificata      | non qualificata     |

### Nuoto
Maschile
| Atleta              | Evento            | Batterie | Batterie  | Semifinali      | Semifinali      | Finale          | Finale          |
| Atleta              | Evento            | Tempo    | Posizione | Tempo           | Posizione       | Tempo           | Posizione       |
| ------------------- | ----------------- | -------- | --------- | --------------- | --------------- | --------------- | --------------- |
| Mohamed Aan Hussain | 50 m stile libero | 24"22    | 50º       | non qualificato | non qualificato | non qualificato | non qualificato |

Femminile
| Atleta             | Evento            | Batterie | Batterie  | Semifinali      | Semifinali      | Finale          | Finale          |
| Atleta             | Evento            | Tempo    | Posizione | Tempo           | Posizione       | Tempo           | Posizione       |
| ------------------ | ----------------- | -------- | --------- | --------------- | --------------- | --------------- | --------------- |
| Aishath Ulya Shaig | 50 m stile libero | 29"39    | 56ª       | non qualificata | non qualificata | non qualificata | non qualificata |

### Tennistavolo
Femminile
| Atleta               | Evento  | Preliminari      | Preliminari | 64-esimi        | 64-esimi        | 32-esimi        | 32-esimi        | 16-esimi        | 16-esimi        | Ottavi di finale | Ottavi di finale | Quarti di finale | Quarti di finale | Semifinali      | Semifinali      | Finale          | Finale          | Classifica      |
| Atleta               | Evento  | Avver.           | Punt.       | Avver.          | Punt.           | Avver.          | Punt.           | Avver.          | Punt.           | Avver.           | Punt.            | Avver.           | Punt.            | Avver.          | Punt.           | Avver.          | Punt.           | Classifica      |
| -------------------- | ------- | ---------------- | ----------- | --------------- | --------------- | --------------- | --------------- | --------------- | --------------- | ---------------- | ---------------- | ---------------- | ---------------- | --------------- | --------------- | --------------- | --------------- | --------------- |
| Fathimath Dheema Ali | Singolo | K. Wegrzyn (POL) | P (0-4)     | non qualificata | non qualificata | non qualificata | non qualificata | non qualificata | non qualificata | non qualificata  | non qualificata  | non qualificata  | non qualificata  | non qualificata | non qualificata | non qualificata | non qualificata | non qualificata |